# Boca West International
Il Boca West International è stato un torneo di tennis facente parte dello USLTA Indoor Circuit giocato dal 1975 al 1976 a Boca Raton negli Stati Uniti su campi in terra rossa.

## Albo d'oro

### Singolare
| Anno | Vincitore     | Finalista         | Punteggio     |
| ---- | ------------- | ----------------- | ------------- |
| 1975 | Jimmy Connors | Jürgen Fassbender | 6–4, 6–2      |
| 1976 | Butch Walts   | Cliff Richey      | 3–6, 6–4, 6–4 |

### Doppio
| Anno | Vincitori                       | Finalisti                    | Punteggio |
| ---- | ------------------------------- | ---------------------------- | --------- |
| 1975 | Juan Gisbert Clark Graebner     | Jürgen Fassbender Ion Țiriac | 6–2, 6–1  |
| 1976 | Vitas Gerulaitis Clark Graebner | Bruce Manson Butch Walts     | 6–2, 6–4  |